# 유향 그래프

단순한 방향 그래프.

유향 그래프(有向graph, 영어: directed graph 또는 digraph)는 방향을 가진 그래프이다. 방향 그래프라고도 한다.

## 정의
유향 그래프는 {\displaystyle \Gamma =(V,E)}는 집합 {\displaystyle V}와, {\displaystyle V}의 순서쌍들로 구성된 집합 {\displaystyle E\subset V\times V}의 순서쌍이다. 이 경우, {\displaystyle e=(u,v)}라면 {\displaystyle e}를 {\displaystyle u}에서 {\displaystyle v}로 가는 변이라고 하며, 꼭짓점 {\displaystyle v}는 변 {\displaystyle e}의 머리(영어: head 헤드[*], 꼭짓점 {\displaystyle u}는 변 {\displaystyle e}의 꼬리(영어: tail 테일[*])라고 한다.

## 용도
유향 그래프로 나타내는 것에는 먹이그물와 게임 트리 등이 있다.

## 내차수와 외차수
정점의 경우 정점에 인접한 머리 끝부분의 수를 정점의 내차수(indegree)라고 하며 정점에 인접한 꼬리의 끝부분의 수를 외차수(outdegree)라고 부른다.

## 같이 보기
- 그래프 이론
- 그래프
- 그래프 이론 용어
- 네트워크 이론